# Liste der Kulturdenkmäler in Ammeldingen an der Our
In der Liste der Kulturdenkmäler in Ammeldingen an der Our sind alle Kulturdenkmäler der rheinland-pfälzischen Ortsgemeinde Ammeldingen an der Our aufgeführt. Grundlage ist die Denkmalliste des Landes Rheinland-Pfalz (Stand: 27. Juni 2022).

## Denkmalzonen
| Bezeichnung          | Lage                   | Baujahr  | Beschreibung | Bild                           |
| -------------------- | ---------------------- | -------- | --- | ------------------------------ |
| Denkmalzone Friedhof | südlich des Ortes Lage | vor 1939 | kurz vor 1939 angelegt; Friedhofskreuz: Grabkreuz Eheleute Biwer († 1844 und 1848); bauzeitliche Umfriedung, große Familiengrabmäler in Sezessionsformen | weitere Bilder Fotos hochladen |

## Einzeldenkmäler
| Bezeichnung                                         | Lage                                   | Baujahr                | Beschreibung                                                              | Bild                           |
| --------------------------------------------------- | -------------------------------------- | ---------------------- | ------------------------------------------------------------------------- | ------------------------------ |
| Katholische Filialkirche St. Urban und St. Wendelin | Dorfstraße 1 Lage                      | 1816                   | nachbarocker Saalbau mit Spitzhelmdachreiter, 1816                        | weitere Bilder Fotos hochladen |
| Portal                                              | Dorfstraße, an Nr. 2 Lage              | 1805                   | aufwändiges Portal, spätbarocke und Louis-Seize-Motive, bezeichnet (18)05 | BW                             |
| Portal                                              | Dorfstraße, an Nr. 3 Lage              | 1792                   | Türeinfassung, bezeichnet 1792                                            | BW                             |
| Wirtschaftsgebäude                                  | Dorfstraße 5 Lage                      | spätes 17. Jahrhundert | ehemaliges Wohnhaus, wohl noch aus dem 17. Jahrhundert                    | Fotos hochladen                |
| Bildstock                                           | nordwestlich des Ortes an der K 5 Lage | 1867                   | Kielbogennische in der Felswand, rundbogige Reliefplatte, bezeichnet 1867 | BW                             |